# Quỹ Mozilla

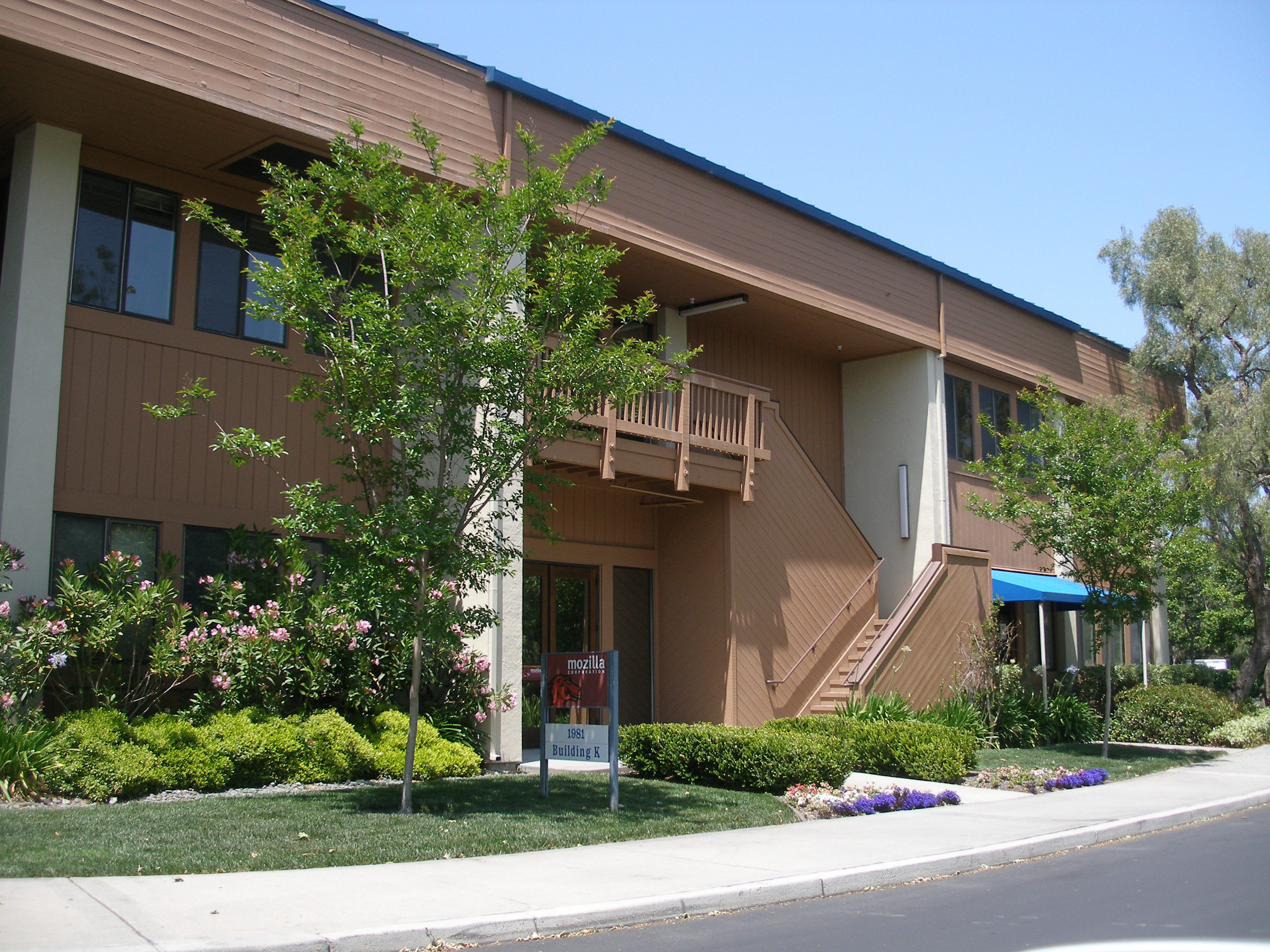
Khu văn phòng dùng chung bởi tập đoàn Mozilla và quỹ Mozilla tại Mountain View

Quỹ Mozilla (tiếng Anh: Mozilla Foundation) là một tổ chức phi lợi nhuận chuyên hỗ trợ và phát triển các dự án mã nguồn mở Mozilla. Tổ chức này hoạch định các chính sách để quản lý các cơ sở hạ tầng phục vụ việc phát triển và điều hành, thương hiệu và các tài sản trí tuệ khác. Quỹ sở hữu 2 chi nhánh hoạt động có lợi nhuận và đóng thuế là: Tập đoàn Mozilla, bao gồm một số nhà phát triển của Mozilla và điều hợp việc phát hành trình duyệt Mozilla Firefox, và Công ty Mozilla Messaging, chủ yếu phát triển trình email khách Mozilla Thunderbird. Quỹ Mozilla có trụ sở tại Mountain View, California, Hoa Kỳ.
Quỹ Mozilla tự miêu tả mình như "một tổ chức phi lợi nhuận tận tụy với việc duy trì quyền được lựa chọn và thúc đẩy sự đổi mới trên Internet". Mozilla châu Âu, Mozilla Nhật Bản và Mozilla Trung Quốc là những tổ chức có nhiệm vụ giúp đẩy mạnh và triển khai các sản phẩm và dự án của Mozilla. Chúng tồn tại độc lập, nhưng hoạt động liên kết với quỹ Mozilla.

## Lịch sử
Ngày 23 tháng 2 năm 1998, hãng Netscape thành lập tổ chức Mozilla (Mozilla Organization) để phối hợp phát triển Bộ Ứng dụng Mozilla. Tổ chức Mozilla hầu hết bao gồm các nhân viên của Netscape nhưng hoạt động độc lập với Netscape. Tổ chức này được đã được yêu cầu phát triển trình duyệt Mozilla chỉ với mục đích kiểm thử, và không dành cho người dùng cuối. Điều này dẫn đến sự ra đời của Beonex Communicator, với phiên bản cho người dùng cuối được phát hành trong thời kỳ tổ chức Mozilla điều hành dự án (mặc dù hầu hết người dùng đầu cuối đều tải và dùng phiên bản "chính thức" từ Mozilla).
Khi hãng America Online (AOL) (hãng sở hữu Netscape) ngày càng can thiệp sâu vào tổ chức Mozilla, từ ngày 15 tháng 7 năm 2003, Quỹ Mozilla đi vào hoạt động nhằm đảm bảo Mozilla có thể tồn tại mà không cần Netscape. AOL đã hỗ trợ bước đầu thành lập nên quỹ Mozilla, chuyển giao các tài sản phần cứng và trí tuệ cho tổ chức này đồng thời giao cho một nhóm nhân viên gồm 3 người hỗ trợ tổ chức trong 3 tháng đầu quá độ. AOL đã hứa sẽ quyên góp cho tổ chức này 2 triệu USD trong vòng 2 năm.

## Các chi nhánh

### Tập đoàn Mozilla
Ngày 3 tháng 8, năm 2005, quỹ Mozilla đưa vào hoạt động một chi nhánh hoàn toàn thuộc sở hữu của họ với tên tên gọi Tập đoàn Mozilla (Mozilla Corporation) nhằm tiếp tục phát triển và phân phối Mozilla Firefox và Mozilla Thunderbird. Nhiệm vụ của tập đoàn Mozilla là phát hành, tiếp thị và các hoạt động liên quan đến phân phối. Chi nhánh này cũng phụ trách các quan hệ kinh doanh, trong đó có nhiều quan hệ có doanh thu. Không giống với quỹ Mozilla, tập đoàn Mozilla là một đối tượng có đóng thuế, cho phép nó có nhiều quyền hạn hơn trong các hoạt động kinh doanh và tạo doanh thu.

### Mozilla Messaging
Ngày 19 tháng 2, năm 2008, Mozilla Messaging ra đời, là một chi nhánh hoạt động có lợi nhuận sở hữu bởi quỹ Mozilla giống như tập đoàn Mozilla. Trong tâm của nó là phát triển phần các mềm giải quyết các vấn đề thuộc truyền thông Internet. Tháng 5 năm 2008, Mozilla Messaging phát triển trình duyệt email trên máy khách Thunderbird 3 và có thể được phát hành trong cuối năm nay.

## Hoạt động
Ngay từ đầu, vai trò phân phối của quỹ Mozilla đã trở nên rộng hơn nhiều so với mozilla.org (tổ chức Mozilla tiền thân), với nhiều nhiệm vụ theo truyền thống vốn thuộc về Netscape và các đối tác công nghệ khác của Mozilla. Như một phần của việc hướng mục tiêu đến người dùng cuối, quỹ đã tạo những quan hệ với những công ty thương mại để bán CD mang các phần mềm Mozilla và cung cấp hỗ trợ qua điện thoại. Trong cả hai vấn đề, để thực hiện các dịch vụ này, tổ chức đã chọn những nhà cung cấp giống như Netscape. Quỹ Mozilla cũng trở nên quyết đoán hơn trong vấn đề tài sản trí tuệ của họ, với các chính sách thích hợp trong việc sử dụng thương hiệu Mozilla và các biểu trưng. Những dự án mới về tiếp thị cũng được phát động.
Với sự hình thành của tập đoàn Mozilla, quỹ Mozilla đã ủy quyền toàn bộ những phát triển cũng như những hoạt động kinh doanh cho chi nhánh mới này. Quỹ Mozilla hiện tại chỉ quan tâm duy nhất đến các vấn đề đường lối chính sách và điều hành, tuy nhiên cũng tiếp tục giám sát những dự án chưa được "sản phẩm hóa", như Camino và SeaMonkey. Quỹ Mozilla sở hữu các thương hiệu Mozilla và các tài sản trí tuệ khác mà nó ủy quyền cho tập đoàn Mozilla. Quỹ cũng quản lý kho mã nguồn Mozilla và có quyền quyết định những ai được phép kiểm tra nội dung.

## Tài chính
Quỹ Mozilla có nguồn cung cấp tài chính từ hoạt động quyên góp tự nguyện. Cùng với 2 triệu USD ban đầu từ AOL, Mitch Kapor cũng đóng góp 300.000 USD khi tổ chức bắt đầu đi vào hoạt động. Tổ chức được miễn thuế theo luật thuế mang mã IRC 501(c)(3) của Hoa Kỳ, mặc dù chi nhánh của nó là Tập đoàn Mozilla hoạt động có chịu thuế.
Năm 2006 quỹ Mozilla có doanh thu đạt 66,8 triệu USD, trong đó có 61,5 triệu là tiền "hoa hồng tìm kiếm" ("search royalties").
Quỹ cũng đang có một hợp đồng với Google đặt mặc định công cụ tìm kiếm Google search trong thanh tìm kiếm trình duyệt Firefox, và từ đó liên kết đến trang tìm kiếm của Google; một trang tìm kiếm Google mang giao diện Firefox cũng được thiết kế làm trang chủ của Firefox. Một ghi chú trong bản báo cáo tài chính năm 2006 của Mozilla tuyên bố "Mozilla có một hợp đồng với một nhà cung cấp máy tìm kiếm cùng với tiền hoa hồng. Bản hợp đồng vốn đã hết hạn vào tháng 11 năm 2006 nhưng đã được gia hạn thêm 2 năm để hết hạn vào tháng 10 năm 2008. Khoảng 85% doanh thu của Mozilla năm 2006 là từ bản hợp đồng này."; tức là tương đương với 56,8 triệu USD.
Năm 2006 sau một yêu cầu từ Theo de Raadt thuộc dự án OpenBSD về tài chính phục vụ phát triển các đối tượng tạo lợi nhuận thông qua việc sử dụng OpenSSH trong các gói phân phối của họ, quỹ Mozilla đã đóng góp 10.000 USD cho de Raadt và dự án OpenBSD trong việc phát triển OpenSSH. Số tiền đóng góp này nằm trong số tiền kiếm được từ lợi nhuận được cung cấp bởi Google. Mặc dù đích đến của yêu cầu này là các tập đoàn như Cisco, IBM, HP, và Red Hat (tất cả đều kinh doanh các hệ điều hành có OpenSSH nhưng trước đó đã không đóng góp để nó tiếp tục phát triển), quỹ Mozilla thấy rằng nếu không có OpenSSH, rất nhiều nhà phát triển đã có thể làm việc tình trạng kém bảo mật và không an toàn, do đó họ đóng góp một số tiền như một lời cảm ơn.

## Nhân lực
Hội đồng quản trị của quỹ Mozilla bao gồm 6 thành viên:
- Mitchell Baker (Chủ tịch)
- Brian Behlendorf
- Brendan Eich
- Joichi Ito
- Mitch Kapor
- Bob Lisbonne

Ban đầu Christopher Blizzard cũng là một thành viên trong hội đồng nhưng ông đã chuyển sang Hội đồng quản trị của tập đoàn Mozilla vào thời điểm nó được thành lập; Joichi Ito tham gia hội đồng của quỹ Mozilla cũng vào thời gian đó. Bob Lisbonne và Carl Malamud được bầu vào vị trí trong hội đồng từ tháng 10, năm 2006.
Quỹ cũng có một số nhân viên làm việc ăn lương, họ tập trung vào các vấn đề dự án và chính sách:
- David Boswell, lập trình viên[5]
- Frank Hecker
- Zak Greant
- Gervase Markham, lập trình viên
- Mark Surman, Giám đốc Điều hành[6]

Tập đoàn Mozilla cũng có một số nhân viên, nhiều người trong số đó từng làm việc ở quỹ trước khi tập đoàn được thành lập.
Dự án Mozilla theo truyền thống được giám sát bởi một ủy ban có tên là mozilla.org; những cá nhân trong ủy ban này sau đó trở thành những thành viên quản trị của quỹ hoặc tập đoàn hay các nhân viên.